# Ib Melchior
Ib Jørgen Melchior (Copenhaguen, 17 de setembre de 1917 - West Hollywood, 13 de març de 2015) va ser un novel·lista, escriptor de contes curts, productor de cinema, director de cinema i guionista danesoamericà de pel·lícules americanes de ciència-ficció de baix pressupost, la majoria d'elles publicades per American International Pictures.

## Vida personal
Melchior va néixer i es va criar a Copenhaguen, Dinamarca, fill de Lauritz Melchior, un cantant d'òpera. Va servir al Counterintelligence Corps (Exèrcit dels Estats Units) i durant la Segona Guerra Mundial, aconseguint la seva formació a Camp Ritchie a Maryland que el classifica com un dels Ritchie Boys. També va participar en l'alliberament del camp de concentració de Flosenbürg, així com en el descobriment de moneda, or i art robats a la caverna de Merkers-Kieselbach, i la captura d'una unitat Werwolf el 1945, per la qual fou guardonat amb l'Estrella de Bronze.També va estar involucrat en una llarga batalla legal que implicava la propietat del seu pare, Chossewitz, a Brandenburg, Alemanya, que va ser confiscat pel govern comunista d'Alemanya Oriental i mai va tornar.
El 1965, com a heroi de guerra condecorat, va ser nomenat Cavaller Comandant de l'Orde Militant de Santa Brígida de Suècia.
El 1976, l'Acadèmia de Pel·lícules de Ciència Ficció, Fantasia i Terror va concedir a Ib Melchior el seu Premi Saturn de Mèrit per Assoliment Destacat.
Les biografies inclouen Ib Melchior: Man of Imagination de Robert Skotak, així com la pròpia autobiografia de Melchior Case by Case: A U.S. Army Counterintelligence Agent in World War II.
Melcior va morir el 14 de març de 2015 a l'edat de 97 anys.

## Ficció i no ficció
Les novel·les de Melcior inclouen Code Name: Grand Guignol, Eva, The Haigerloch Project, The Marcus Device, Order of Battle: Hitler's Werewolves, Sleeper Agent, The Tombstone Cipher i The Watchdogs of Abaddon.
Entre els llibres de no ficció hi ha Quest: Searching for Germany's Nazi Past (amb Frank Brandenburg) i Lauritz Melchior: The Golden Years of Bayreuth, aquest últim una biografia seva. pare, el cantant d'òpera i estrella de cinema Lauritz Melchior. El 1993 Melchior va publicar un relat de la seva carrera com a sergent d'estat major al Counterintelligence Corps durant la Segona Guerra Mundial, Case by Case: A U.S. Army Counterintelligence Agent in World War II. Amb la seva dona, l'arquitecte Cleo Baldon, Ib Melchior va escriure els llibres de no ficció Reflections on the Pool: California Designs for Swimming i Steps & Stairways.
Melchior també va escriure Hour of Vengeance, una obra de teatre basada en la història víking d'Amled que també va inspirar l'obra de William Shakespeare Hamlet. El 1982, va ser guardonat amb el premi Hamlet a la millor dramatúrgia per la Shakespeare Society of America.

## Pel·lícules i televisió
Com a cineasta, Melcior va escriure i dirigir The Angry Red Planet (1959) i Els viatgers del temps (1964). El seu crèdit més destacat va ser com a coguionista (juntament amb John C. Higgins) de l'aclamada pel·lícula de Byron Haskin '[[[Robinson Crusoe on Mars]]' '(1964). Va coescriure els guions de dues coproduccions nord-americanes i daneses, Reptilicus (1961) i Journey to the Seventh Planet (1962), i va escriure el guió en anglès de la pel·lícula de Mario Bava Terrore nello spazio (1965).
Per televisió, va escriure l'episodi "The Premonition" per la segona temporada de l'original The Outer Limits. L'episodi es va emetre l'any 1965.
El conte de Melchior de 1956 "The Racer" va ser adaptat com a pel·lícula de culte de Paul Bartel, La cursa de la mort (1975), protagonitzada per David Carradine i Sylvester Stallone i produït per Roger Corman. Més tard es va tornar a fer com Death Race (2008), protagonitzada per Jason Statham i Joan Allen, dirigida per Paul WS Anderson i produïda per Tom Cruise.
Va afirmar ser el creador de la idea original sobre la qual Irwin Allen va basar la seva sèrie de televisió Lost in Space , encara que mai va rebre crèdits a la pantalla per això. El 1960, Melchior havia creat un esquema per a una sèrie que va anomenar  [[[Space Family Robinson]] , que més tard es va convertir en un còmic Gold Key.
Dècades més tard, Prelude Pictures va contractar Melchior com a consultor en la seva adaptació al llargmetratge  Lost in Space, però més tard va vendre el seu contracte a New Line Cinema, el seu soci de producció a la pel·lícula. New Line va acceptar pagar a Melchior una bonificació de producció de 75.000 dòlars i 15.000 dòlars, però li va negar el dos per cent dels ingressos bruts de la pel·lícula del productor promès contractualment.

### Entrevistes
- Lawrence Fultz Jr., "The Man From Angry Red Planet: Ib Melchior" Monster Bash Magazine, 2007, no. 6

- Brett Homenick, "THE IMAGINATION OF IB MELCHIOR! A Conversation with the Danish Monster Moviemaker!" Vantage Point Interviews, July, 2012. https://vantagepointinterviews.com/2017/05/18/the-imagination-of-ib-melchior-a-conversation-with-the-danish-monster-movie-maker/

### Articles
- David C. Hayes, "Return To The Angry Red Planet" Planet X Magazine, October 2000 Vol. 1 No.4